# Jess Thomas

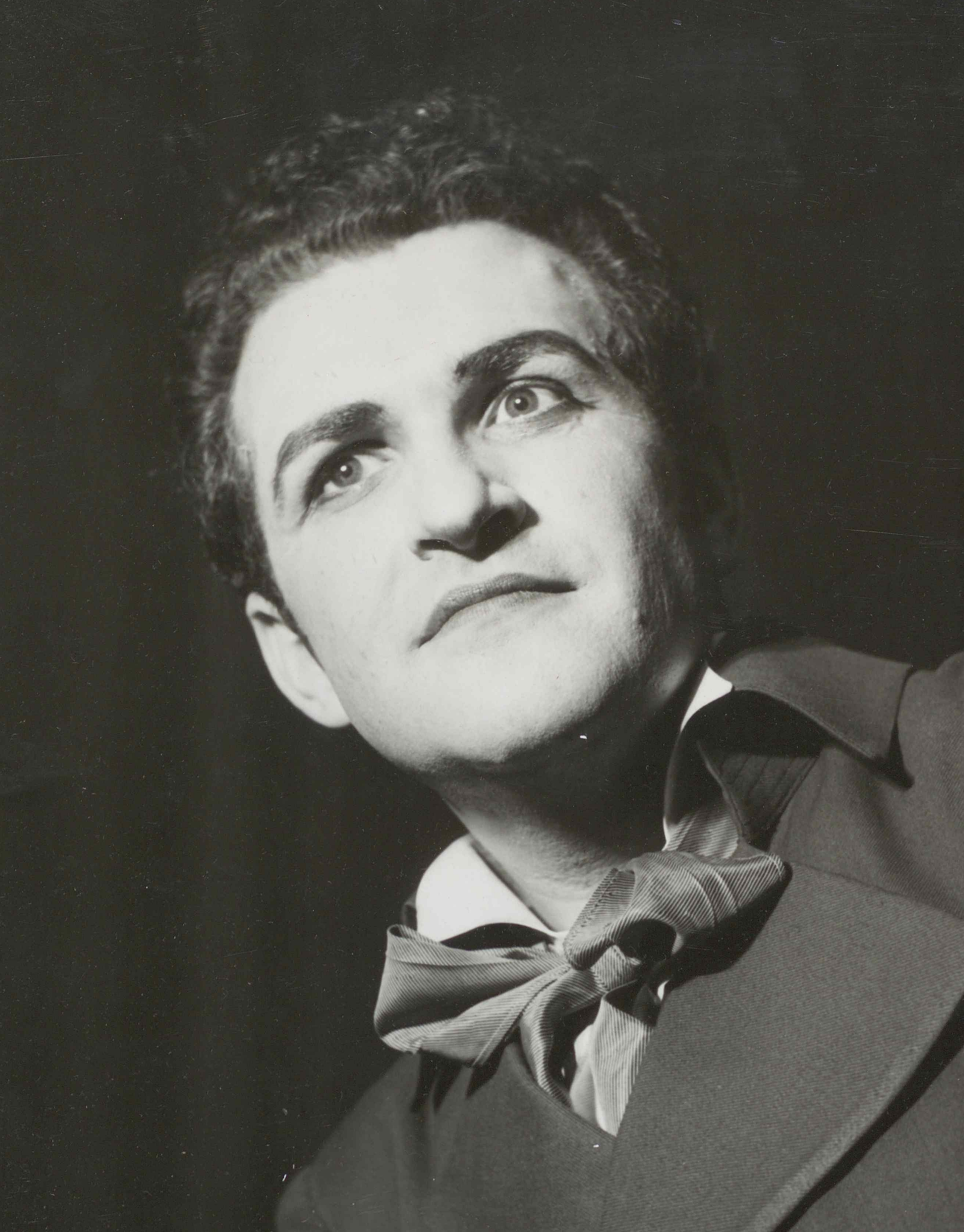
Jess Thomas am Badischen Staatstheater Karlsruhe

Jess Floyd Thomas (* 4. August 1927 in Hot Springs, South Dakota, USA; † 11. Oktober 1993 in San Francisco) war ein amerikanischer Opernsänger (Heldentenor).

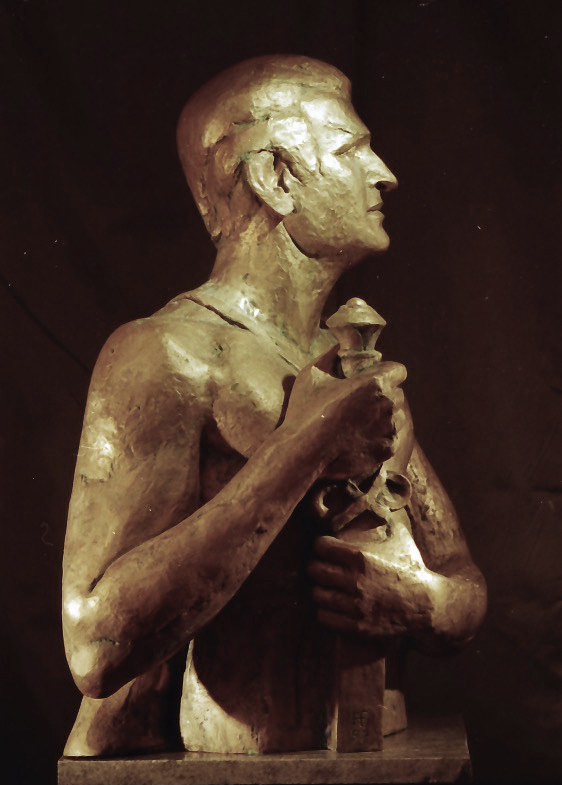
Hortensia: Jess Thomas Skulptur, 1997

## Leben
Thomas absolvierte ein Psychologie -Studium an der Stanford University und wurde zunächst Jugendpsychologe und Erziehungsberater, dann begann er sein Gesangsstudium bei Otto Schulmann. 1957 debütierte er in San Francisco als Haushofmeister im Rosenkavalier, 1958 in Karlsruhe als Lohengrin. Jess Thomas hatte feste Engagements in Stuttgart, München, Wien, Berlin und Zürich sowie zahlreiche Auftritte bei den Bayreuther Festspielen und den Salzburger Osterfestspielen, unter anderem 1962: Parsifal mit Hans Knappertsbusch; 1963: Lohengrin mit Rudolf Kempe; 1965: Lohengrin mit Karl Böhm; 1969: Siegfried mit Herbert von Karajan; 1976: Götterdämmerung im sogenannten Jahrhundertring mit Pierre Boulez. Im Mittelpunkt seiner künstlerischen Tätigkeit blieben neben der Metropolitan Oper (95 Vorstellungen) die Münchener Staatsoper und die Wiener Staatsoper, in der er in 15 Partien 193 Aufführungen absolvierte. Im April 1982 verabschiedete er sich bei einem Gastspiel der Metropolitan Oper in Washington als Parsifal von der Bühne. 
Bis heute gilt die Lohengrin-Einspielung aus Wien mit Elisabeth Grümmer, Christa Ludwig, Dietrich Fischer-Dieskau, Gottlob Frick und Rudolf Kempe am Dirigentenpult als eine der faszinierendsten Studioaufnahmen dieser Oper. Jess Thomas beeindruckte durch seinen „Metallisch glänzenden, groß dimensionierten Heldentenor“, der „vor allem im Wagner-Repertoire als einer der führenden Interpreten innerhalb seiner künstlerischen Generation geschätzt“ war. Er verstarb am 11. Oktober 1993 in Tiburon bei San Francisco. „Er galt als der schlanke Heldentenor seiner Zeit, und seine Auftritte an den wichtigen Opernzentren seiner Zeit waren Legende. Zu einer herrlich produzierten, klaren und strahlenden Tenorstimme kamen eine blendende Bühnenerscheinung und ein diskretes, rollenimmanentes Spiel. Nicht nur Wagner war sein wichtigster Komponist, sondern auch Strauss, dessen Kaiser in der Frau ohne Schatten später nicht übertroffen wurde... Einen Ersatz hat es für ihn nicht gegeben.“
Die im Jahr 1997 von der österreichischen Bildhauerin Hortensia geschaffene Bronzebüste zeigt Jess Thomas als Siegfried mit seinem Schwert. Sie wurde 2002 von Violeta Thomas, der Witwe des Sängers, an das Österreichische Theatermuseum übergeben.

## Hörbeispiele
- (MP3; 635 kB) Richard Wagner, Lohengrin 3. Aufzug: „Das süße Lied verhallt“, Dirigent: Wolfgang Sawallisch; Festspielhaus Bayreuth, 1962 (MP3; 635 kB) Richard Wagner, Lohengrin 3. Aufzug: „Das süße Lied verhallt“, Dirigent: Wolfgang Sawallisch; Festspielhaus Bayreuth, 1962